# 2,2-dimethylbutan-1-ol
2,2-dimethylbutan-1-ol is een organische verbinding met als brutoformule C6H14O. De stof wordt vooral toegepast als oplosmiddel.